# Franz Hünten

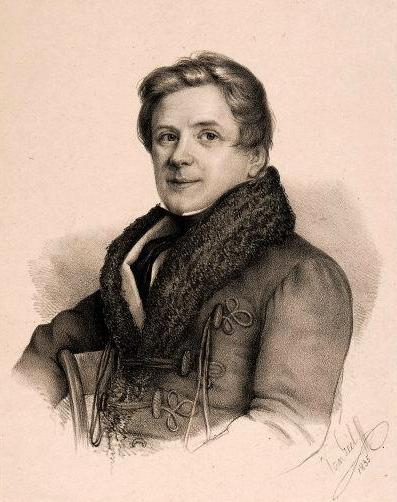
Franz Hünten.

Franz (François) Hünten, född den 26 december 1792 i Koblenz, död där den 22 februari 1878, var en tysk pianist, länge verksam i Frankrike. Han var son till Daniel Hünten och far till Emil Hünten.  
Hünten var elev till Pradher, Reicha och Cherubini i Paris samt blev där snart eftersökt som pianolärare och ännu mer som kompositör på modet. Hans i salongsgenren hållna pianostycken betalades oerhört frikostigt. Sedan 1837 levde han åter i sin födelsestad.